# Teofilacte de Constantinoble
Teofilacte de Constantinoble o Teofilacte Lecapè en grec medieval Θεοφύλακτος Λακαπήνος, nascut l'any 917 i mort el 27 de febrer del 956, va ser un noble de l'Imperi Romà d'Orient patriarca de Constantinoble des del 2 de febrer del 933 fins a la seva mort el 956.

## Biografia
Teofilacte era el fill petit de l'emperador Romà Lecapè i de la seva esposa Teodora. Romà Lecapè va voler que el seu fill fos patriarca quan morís Nicolau I el Místic, i Teofilacte va ser tonsurat i ordenat sotsdiaca. El 25 de desembre de l'any 924, dia en què els seus germans Esteve Lecapè i Constantí Lecapè van ser coronats coemperadors, Teofilacte, que només tenia set anys, va ser nomenat sincel·le pel patriarca Nicolau I, càrrec que el preparava per la successió al patriarcat. A la mort de Nicolau, ja que el jove Teofilacte encara no podia succeir a causa de la seva edat, l'emperador va donar el càrrec provisionalment a l'ancià metropolità d'Amasya que portava el nom d'Esteve d'Amasia.
Les intencions de Romà Lecapè, no van sortir tan bé com esperava. El 18 de juliol de l'any 927 Esteve d'Amasia va morir. L'emperador, el 27 de desembre va triar un monjo anomenat Trifó, conegut per l'austeritat de la seva forma de vida, i que va ser ordenat patriarca per un temps acordat amb el nom de Trifó de Constantinoble. Quan va transcórrer el termini fixat, Trifó es va negar a abandonar el seu càrrec. La seva abdicació es va obtenir finalment l'agost del 931 per un engany del bisbe Teòfanes de Cesarea. Teofilacte només tenia 14 anys però va fer una bona campanya diplomàtica per superar la resistència del sínode. L'emperador romà va fer pressió sobre els bisbes, es va ajornar la nova elecció i es va enviar una sol·licitud de suport al papa Joan XI, que va enviar legats per entronitzar al nou patriarca el 2 de febrer del 933 després d'estar vacant el càrrec gairebé dos anys. En aquesta època va ser castrat per afavorir la seva carrera eclesiàstica.
Teofilacte va donar suport als plans polítics del seu pare i buscava aconseguir l'ecumenisme eclesiàstic, mantenint un contacte constant amb els patriarcats grecs d'Alexandria i Antioquia.
Després de la renúncia al poder de Romà I el 20 de desembre del 944 i la dels seus dos fills que l'havien deposat el 27 de gener del 945, va haver de coronar Romà II com a coemperador. Teofilacte era l'únic membre masculí de la família Lecapè, a part de l'eunuc bastard Basili Lecapè, que es va mantenir en els seus càrrecs. L'emperador Constantí VII va acceptar que Teofilacte es mantingués en el càrrec, malgrat les moltes crítiques que hi havia contra ell, segons els cronistes. Joan Escilitzes li retreia que havia estat corrupte: «per haver subhastat els càrrecs dels clergues i les promocions a l'episcopat, per tenir una passió irresistible que el va empènyer a adquirir cavalls i a interrompre les misses per assistir al naixement dels seus poltres i finalment d'haver iniciat a Santa Sofia el costum dubtós d'insultar Déu i els sants quan se'ls commemora amb grans festes on el públic s'acosta cantant cançons i fent contorsions indecents i barrejant crits demencials als himnes del matí».
A finals de la dècada del 940, Teofilacte va enviar missioners al país dels magiars per intentar donar suport als esforços de la diplomàcia imperial. Per la mateixa època, aconsellava al seu nebot per matrimoni el tsar Pere I de Bulgària, sobre la nova heretgia bogomil. Va introduir elements teatrals en la litúrgia ortodoxa, cosa que no va ser aprovada pel clergat conservador.
Teofilacte va ser el tercer i últim patriarca de Constantinoble que va ser fill d'un emperador i l'únic que va accedir al càrrec durant el regnat del seu pare. El seu patriarcat, de poc més de vint-i-tres anys, va tenir una durada inusual. Va morir de gota després de patir dos anys la malaltia, el 27 de febrer de 956.